# ميشائيل ستانيسلاو
ميشائيل ستانيسلاو (بالألمانية: Michael Stanislaw)‏ (5 يونيو 1987 في النمسا - ) هو لاعب كرة قدم نمساوي في مركز الدفاع. شارك مع منتخب النمسا تحت 19 سنة لكرة القدم ومنتخب النمسا تحت 21 سنة لكرة القدم. أما مع النوادي، فقد لعب مع أدميرا فاكر مودلينغ و1. Wiener Neustädter SC ‏ وSC Ritzing ‏ وSC Schwanenstadt ‏ وSV Horn ‏ وSC Austria Lustenau ‏ وEgri FC ‏.

## وصلات خارجية
- ميشائيل ستانيسلاو على موقع قاعدة بيانات كرة القدم.إي يو (الإنجليزية)
- ميشائيل ستانيسلاو على موقع بيانات كرة القدم. دي إي (الألمانية)
- ميشائيل ستانيسلاو على موقع Soccerway.com (الإنجليزية)
- ميشائيل ستانيسلاو على موقع عالم كرة القدم.نت (الإنجليزية)